# Юнгк, Маурисио
Маурисио Эрнесто Юнгк Шталь (исп. Mauricio Ernesto Jungk Stahl, 18 июля 1921 года, Сантьяго, Чили — 26 мая 1996 года, там же) — чилийский политический деятель, инженер-строитель и учёный немецкого происхождения. Министр горнодобывающей промышленности Чили в левом правительстве Сальвадора Альенде (1972).

## Биография
Родился в семье немецких эмигрантов. Получил инженерно-техническое образование в Немецком колледже в Сантьяго и Чилийском университете, работал в компании «Endesa», выполняя подряды в интересах Министерства общественных работ. Вступил в Радикальную партию Чили, после её раскола — перешёл в Партию левых радикалов.
Так как правящая с 1970 года коалиция «Народное единство» придерживалась принципа равного представительства её партий в правительстве, президент Чили Сальвадор Альенде принял решение включить в свой кабинет двух представителей Партии левых радикалов и 28 января 1972 года назначил Юнгка министром горнодобывающей промышленности страны вместо радикала Орландо Кантуариаса. Он занимал пост 2 месяца, до выхода ПЛР из «Народного единства» и перехода её в оппозиционную коалицию ХДП-НП.
После выхода из правительства принял участие в первых в истории Чили свободных выборах ректора Государственного технического университета, но проиграл поддержанному левыми студентами коммунисту Энрике Кирбергу и ушёл из политики.
В дальнейшем вместе с бывшим членом Палаты депутатов Мануэлем Магальхесом вступил в Национальное горнодобывающее общество Чили и занимался вопросами золотодобычи.
Был женат на Адриане Марии Виганд Кох, также потомке немецких переселенцев, в браке родились сын и три дочери.